# Дом на традициите
Домът на традициите е етнографска сбирка и демонстрационен център в село Старо Железаре, община Хисаря.
Началото е направено на 21 март 2009 г., когато сбирката е поместена в сграда, строена през 20-те години на XX век по образците възрожденската архитектура. Домът притежава богата сбирка от национални костюми, съдове и инвентар от бита. В него са обособени експозиции за „Хлябът“, „Сватбата“, традиционните празници и обреди, обединени тематично. В него се правят демонстрации на старинни занаяти и дейности от бита, дегустации на домашно приготвени храни, фолклорни програми и ритуали за Лазаровден, Великден, Еньовден, Пеперуда и др.
В дюкяна се продават ръчно изработени дрехи, чорапи и сувенири. В къта за „домашни занимания“ са оформени и места, където любителите могат сами да счукат червен пипер и подправки, за да приготвят прочутата старожелезарска шарена сол, да предат вълна с хурка и вретено, да тъкат на ръчен стан, да месят тесто и точат баници с точилка.
Домът на традициите е живо свързан със спонтанната изява Стрийт арт фест – Старо Железаре.
| Обособени отдели         | Обособени отдели |
| Име                      | За представяне |
| ------------------------ | --- |
| Домашното огнище         | всекидневна българска соба с огнище, в'къщи място за хранене и бебешка люлка; |
| Кът за подправки         | направа на старожелезарска сол и други подправки; |
| Сватбата                 | изложение на национални сватбени костюми, чеиз на булката, пряпорец, кумова пита, предене, навиване на чекрък, бродиране, плетене на чорапи, плетене на рогозки и други; манекени, витрини и ракли с над 30 автентични костюма, характерни за този край; тъкани черги, престилки, кърпи и модели на старинни амулети за здраве; празници и ритуали характерните за тях обредни елементи и песни; |
| Кът за домашни занимания | предене, навиване на вълна на чекрък, бродиране, плетене на чорапи, плетене на рогозки; |
| Дюкянъ                   | място за покупки на посетителите. |